# Maximón (partícula)
El maximón es una partícula elemental hipotética cuya masa es máxima en el espectro de masas de las partículas elementales con una masa de 5·1028 eV. Su existencia fue postulada por el académico soviético M. A. Markov en 1966.
Los maximones pueden estar eléctricamente cargados o neutros, pueden tener temperatura interna de valor máximo o de cero absoluto, además de tener espín. También pueden estar relacionados con los agujeros negros mínimos, componentes de la materia oscura.